# ایرایی
ایرایی (به پرتغالی: Iraí) یک شهرداری در برزیل است که در ریو گرانده جنوبی واقع شده‌است. ایرایی ۱۸۱ کیلومتر مربع مساحت و ۷٬۱۴۱ نفر جمعیت دارد و ۱۲۳ متر بالاتر از سطح دریا واقع شده‌است.